# Франсоа-ваза
Франсоа-ваза је најчувенија ваза рађена у црнофигуралном стилу старогрчког вазног сликарства. Она представља и прво класично дело рађено овим стилом. Ваза је настала у другој четвртини шестог века п. н. е, а дело је сликара Клитије и лончара Ерготима. На вази се налази натпис „Ergotimos epoiesen; Cleitias egraphsen“, које значе да је Ерготим направио, а Клитије осликао. То указује да су се у то време раздвојиле улоге грнчара и сликара. На њој су приказане митолошке сцене са преко 200 ликова.
Франсоа ваза је рађена у Атици, а касније је однесена у Клузијум, један од дванаест градова етрурског савеза. Пронађена је у етрурској гробници 1844. године, а назив је добила по човеку који ју је пронашао. Данас се чува у Националном археолошком музеју у Фиренци.

## Представе на фризовима
Франсоа ваза је заправо монументални кратер чије су површине богато декорисане. Шест фризова налази се на реципијенту, од којих један тече око целе посуде. Овај централни фриз налази се испод дршки, представљена је свадба Пелеја и Теиде. Пелеј је у белој одећи и стоји испред куће са дорским стубовима дочекујући богове. Први га поздравља кентаур Хирон. После су представљене фигуре - персонификације благостања, Харикло, Хестија, Деметра и Дионис. На колим а стижу Зевс и Хера у пратњи Муза, затим Посејдон и Амфитрита, Ареј и Афродита, Аполон и Артемида, Атена са једном непознатом богињом, затим Пелејини родитељи Нереј и Дорида, Хермес са мајком, Океан са Тетијом и Хефест.
Представе на осталих 5 фризова су такође митолошке, углавном су везане за Ахила, сина Пелеја и Теиде. Приказани су и Тезеј и Мелеагар, а дршке вазе украшавају Горгоне, Артемида и Ајант.
На стопи се налази сцена борбе Пигмеја и ждралова.